# Агуадо, Дионисио
Диони́сио Агуа́до-и-Гарси́я (исп. Dionisio Aguado y García; 8 апреля 1784, Мадрид — 29 декабря 1849, там же) — испанский классический гитарист, педагог и композитор, один из основоположников (наряду с Фернандо Сором) испанской школы исполнительства на этом инструменте.

## Биография
Воспитывался в училище при церкви, где обучался игре на гитаре у падре Базилио и Мигеля Гарсии. К началу XIX века относятся первые его сочинения для гитары, которые он стал записывать с помощью обыкновенной нотации (в скрипичном ключе), а не табулатур, как это было принято до того.
В 1803 году Агуадо поселился в городе Фуэнлабрада, где занимался преподавательской деятельностью до 1824, вначале 1820-х в Мадриде был издан сборник его этюдов (Colección de estudios para guitarra). Вскоре после смерти матери (1824) Агуадо перебрался в Париж, где быстро завоевал репутацию первоклассного исполнителя и преподавателя, и где вышла в печать французская версия его «Школы игры на гитаре» (Méthode complete pour la guitare, перевод осуществил французский композитор и гитарист Франсуа де Фоссе). Последние десять лет жизни композитор провёл в Испании, где продолжал преподавать и редактировать обновлённую версию «Школы» (Nuevo método para guitarra).
В течение более десяти лет до своего отъезда из Парижа (1838) Агуадо связывал творческий союз с Фернандо Сором. Они много раз выступали в дуэте, а Сор посвятил своему младшему коллеге дуэт «Два друга», ор. 41. Несмотря на дружбу, музыканты придерживались разных взглядов на технику исполнения на гитаре: Сор предпочитал играть подушечками пальцев правой руки для более мягкого и полного звучания, Агуадо же рекомендовал использовать технику игры ногтями (он считается первым гитаристом, предложившим эту идею), достигая более яркого и сильного звука.

## Творчество
Композиторское наследие Агуадо невелико по объёму, но глубоко и содержательно. Полного каталога его сочинений не существует, известен ряд его этюдов, рондо, танцев, фантазий и других произведений. Его «Школа игры на гитаре» была весьма популярна в XIX веке и неоднократно переиздавалась на разных языках.